# Raucourt (Ardennes)
Pour les articles homonymes, voir Raucourt.
Raucourt est une localité de Raucourt-et-Flaba et une ancienne commune française, située dans le département des Ardennes en région Grand Est.

## Histoire
Elle fusionne en 1828 avec la commune voisine de Flaba pour former la commune de Raucourt-et-Flaba. C'est aujourd'hui le centre-bourg de cette commune.

## Administration
| Période                                  | Période | Identité | Étiquette | Qualité |
| ---------------------------------------- | ------- | -------- | --------- | ------- |
| Les données manquantes sont à compléter. |         |          |           |         |
|                                          |         |          |           |         |

## Démographie
| 1793  | 1800  | 1806  | 1821  |
| ----- | ----- | ----- | ----- |
| 1 112 | 1 138 | 1 146 | 1 164 |

Histogramme

(élaboration graphique par Wikipédia)